# Acumulación tafonómica

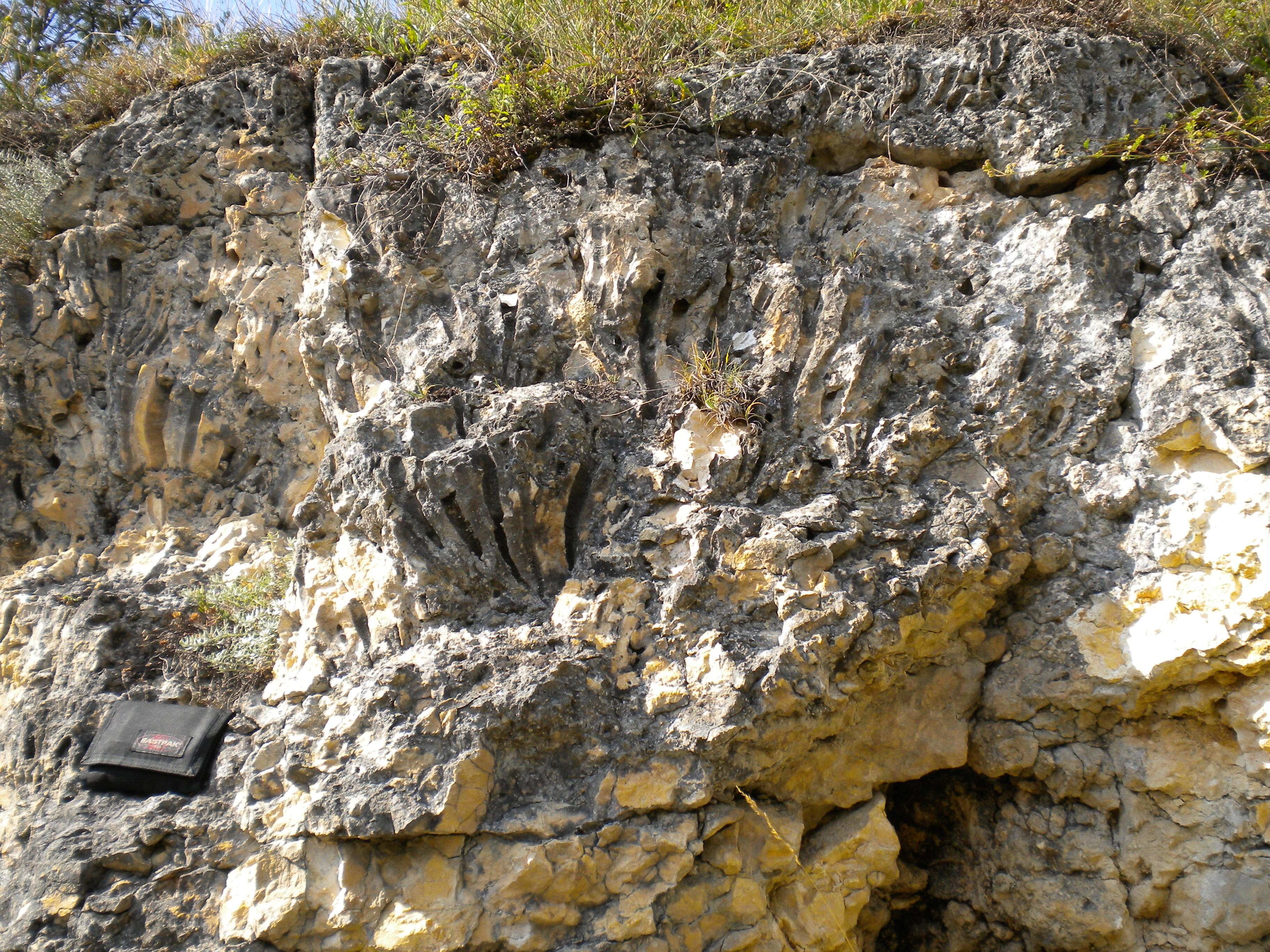
Arrecife de rudistas fósil. Debido a su forma de vida sésil los restos no han sufrido desplazamientos y se encuentran en «posición de vida», por lo que se trata de fósiles acumulados.

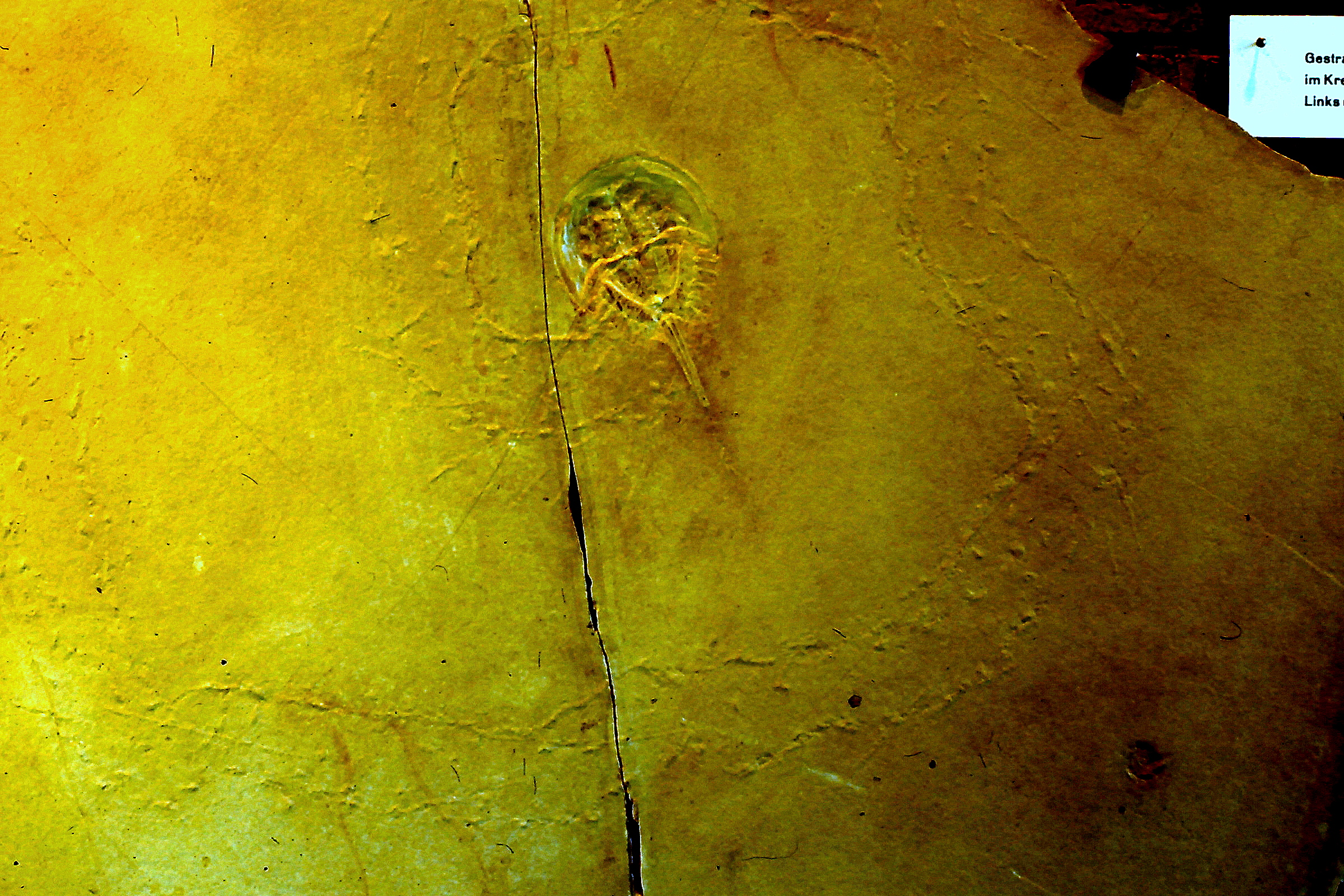
Dos tipos de fósiles acumulados producidos por un mismo individuo: icnitas y fósil corporal. Los restos del caparazón no se han desplazado del lugar del fallecimiento, como atestiguan las huellas de los últimos movimientos sobre el sustrato.

Se denomina acumulación tafonómica al proceso tafonómico mediante el cual los restos susceptibles de convertirse en fósiles se incorporan a la litosfera. Si el resto incorporado al sustrato no sufre ningún tipo de desplazamiento posterior se denomina fósil acumulado; es uno de los tres estados mecánicos, junto a resedimentado y reelaborado, en los que puede encontrarse un fósil.
La acumulación puede ser simultánea o posterior (necrocinesis) a la producción  del resto o señal biológico por muerte o realización. Es un proceso normal de la fase bioestratinómica, excepto cuando el resto o señal se producen ya enterrados, por ejemplo en organismos endobiontes, cuyos restos o las huellas de su actividad se pueden acumular directamente dentro del sustrato en el que viven o se alimentan.
El término acumulación no implica amontonamiento y no tiene porqué haber aporte de materia, puede consistir únicamente en transmisión de información a la litosfera, como en el caso de las huellas de locomoción marcadas sobre un sedimento blando (icnitas).